# Vierset-Barse
Ne doit pas être confondu avec Barse ou [[:Ne doit pas être confondu avec la rivière Barse (en France)]].
Pour les articles homonymes, voir Vierset.
Vierset-Barse (en wallon Vierset) est une section de la commune belge de Modave située en Région wallonne dans la province de Liège.
C'était une commune à part entière avant la fusion des communes de 1977.

## Géographie

### Situation et description

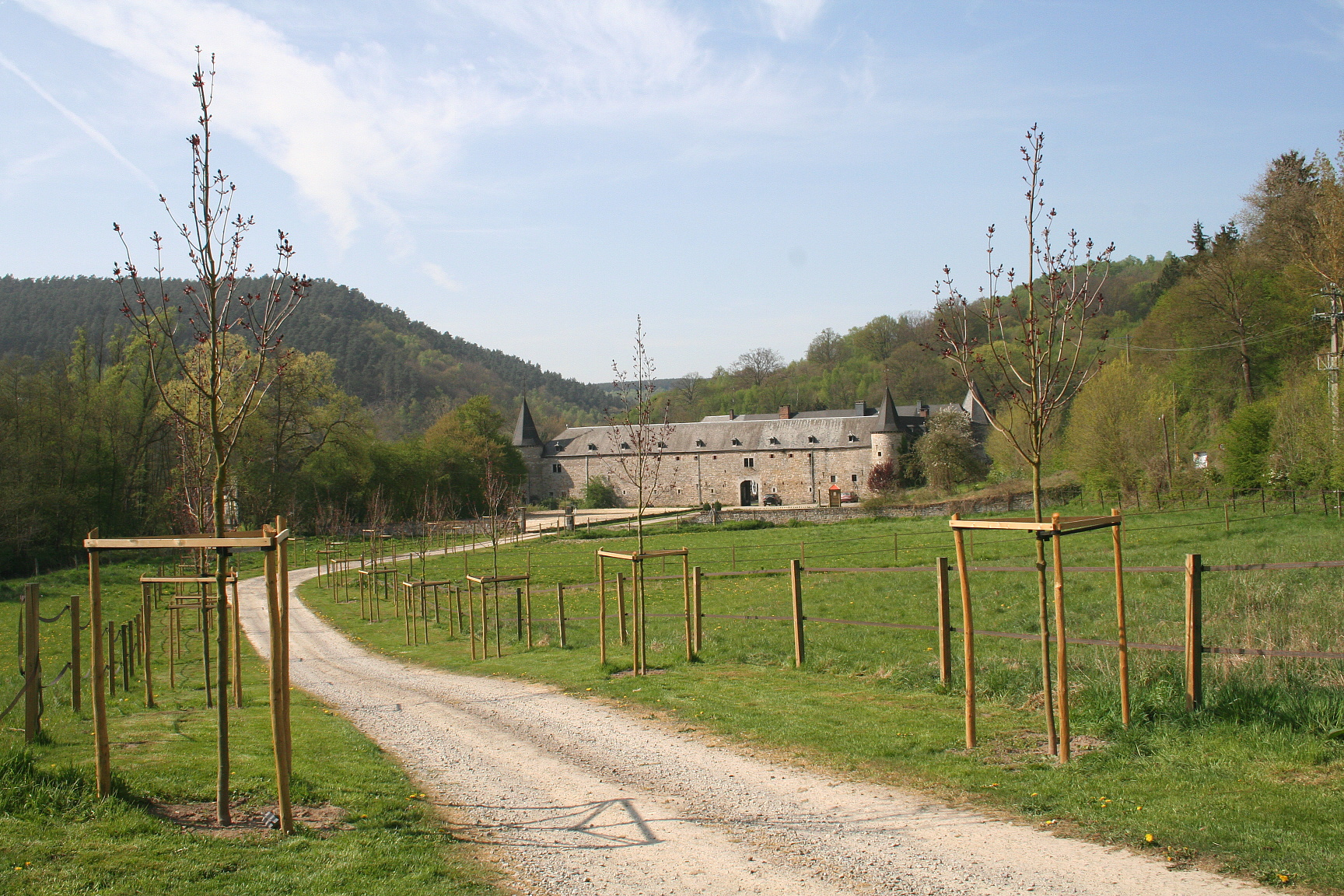
La ferme-château du Vieux-Barse.

Cette ancienne commune se compose en réalité de deux entités bien distinctes :
- Vierset, un gros village s'étirant le long d'un tige (crête) du Condroz à une altitude de 260 m et se trouvant à un peu plus d'un kilomètre à l'ouest de Strée. Les plus anciennes habitations de Vierset ont souvent été construites en grès jaune du pays tandis que les constructions plus récentes sont bâties en brique. La place centrale du village (place Georges Hubin), de forme triangulaire, est un bel ensemble homogène de constructions en grès comprenant l'école et l'église Saint-Martin datant de 1858. En bordure sud du village, se dresse le château de Vierset bâti en brique et pierre de taille dont l'origine remonte au XIe siècle ;

- Barse, un hameau construit au bord et en rive droite du Hoyoux le long de la route nationale 641 Huy-Ocquier et à environ deux kilomètres à l'ouest de Vierset. Au pied des ruines de la forteresse de Barse détruite en 1314, se trouve la ferme-château du Vieux-Barse construite au XVIIe siècle[1]. Cette vaste ferme en carré bâtie en pierre calcaire comporte trois tours d'angle.

## Démographie
- Sources : INS, Rem : 1831 jusqu'en 1970=recensements, 1976= nombre d'habitants au 31 décembre

## Personnalités
- Georges Hubin  (1863-1947), y est mort et enterré. Membre de la Chambre des représentants pendant près de 47 ans et Ministre d'Etat.
- Albert Doppagne, philologue, linguiste et folkloriste belge né le 29 juin 1912 à Vierset-Barse et mort le 13 novembre 2003 à 91 ans, à Corroy-le-Grand (Brabant wallon) [2].